# Gunner Wright
Gunner Wright (* 26. August 1973 in Eustis, Florida) ist ein US-amerikanischer Schauspieler und Synchronsprecher.

## Leben
Wright wurde am 26. August 1973 in Eustis geboren. Erste Rollen als Schauspieler erhielt er als Episodendarsteller in den Serien Wicked Wicked Games und 90210, ehe er noch 2009 kleinere Rollen in den Spielfilmen The Perfect Game und G.I. Joe – Geheimauftrag Cobra übernahm. Ebenfalls 2009 verkörperte er in fünf Episoden der Fernsehserie Life on Top die Rolle des Tom. 2011 spielte er die Hauptrolle des Lee Miller im Film Love. Für die Computerspiele Dead Space 2 aus dem Jahr 2011 und dessen Nachfolger Dead Space 3 von 2013 stellte er die Rolle des Isaac Clarke dar. 2011 verkörperte er im Film J. Edgar die historische Rolle des Dwight D. Eisenhower. 2020 stellte er im Film Underwater – Es ist erwacht erneut die Rolle des Lee Miller, die er bereits 2011 in Love verkörperte, dar, allerdings zählte er zu den Nebendarstellern. 2023 synchronisierte er für das Computerspiel-Remake Dead Space aus dem Jahr 2023 erneut die Rolle des Isaac Clarke.

## Filmografie (Auswahl)
- 2007: Wicked Wicked Games (Fernsehserie, Episode 1x42)
- 2009: 90210 (Fernsehserie, Episode 1x16)
- 2009: The Perfect Game
- 2009: April (Kurzfilm)
- 2009: G.I. Joe – Geheimauftrag Cobra (G.I. Joe: The Rise of Cobra)
- 2009: Life on Top (Fernsehserie, 5 Episoden)
- 2009: Bonita Beach Bob
- 2010: All My Children (Fernsehserie, Episode 1x10321)
- 2010: The Losers
- 2011: Love
- 2011: Agent Mx-z3Ro (Kurzfilm)
- 2011: J. Edgar
- 2012: The Ropes (Fernsehserie, Episode 1x01)
- 2012: Bro'
- 2012: A Good Soldier (Kurzfilm)
- 2014: The Gun (Kurzfilm)
- 2014: Highway to Dhampus
- 2015: Homes of Horror (Fernsehserie, Episode 3x07)
- 2015: I Am Alone
- 2015: Review (Fernsehserie, Episode 2x10)
- 2016: #killerpost (Fernsehdokuserie, Episode 1x08)
- 2016: House of Darkness (Fernsehfilm)
- 2016: Doll (Kurzfilm)
- 2017: Level Up Norge (Fernsehserie, Episode 5x25)
- 2018: The Pinch
- 2019: Blue Bloods – Crime Scene New York (Blue Bloods, Fernsehserie, Episode 9x11)
- 2019: Taco Bell: Nacho Fries: Retrieval (Kurzfilm)
- 2020: Underwater – Es ist erwacht (Underwater)
- 2020: Mixed-ish (Fernsehserie, Episode 1x12)
- 2021: King Richard
- 2021: Paranormal Activity: Next of Kin
- 2024: Land of Bad

## Synchronisationen (Auswahl)
- 2011: Dead Space 2 (Computerspiel)
- 2012: PlayStation All-Stars Battle Royale (Computerspiel)
- 2013: Dead Space 3 (Computerspiel)
- 2017: Star Wars Battlefront II (Computerspiel)
- 2020: Maneater (Computerspiel)
- 2023: Dead Space (Computerspiel)
- 2023: Captain Fall (Zeichentrickserie, Episode 1x03)